# Lochner (Adelsgeschlecht)

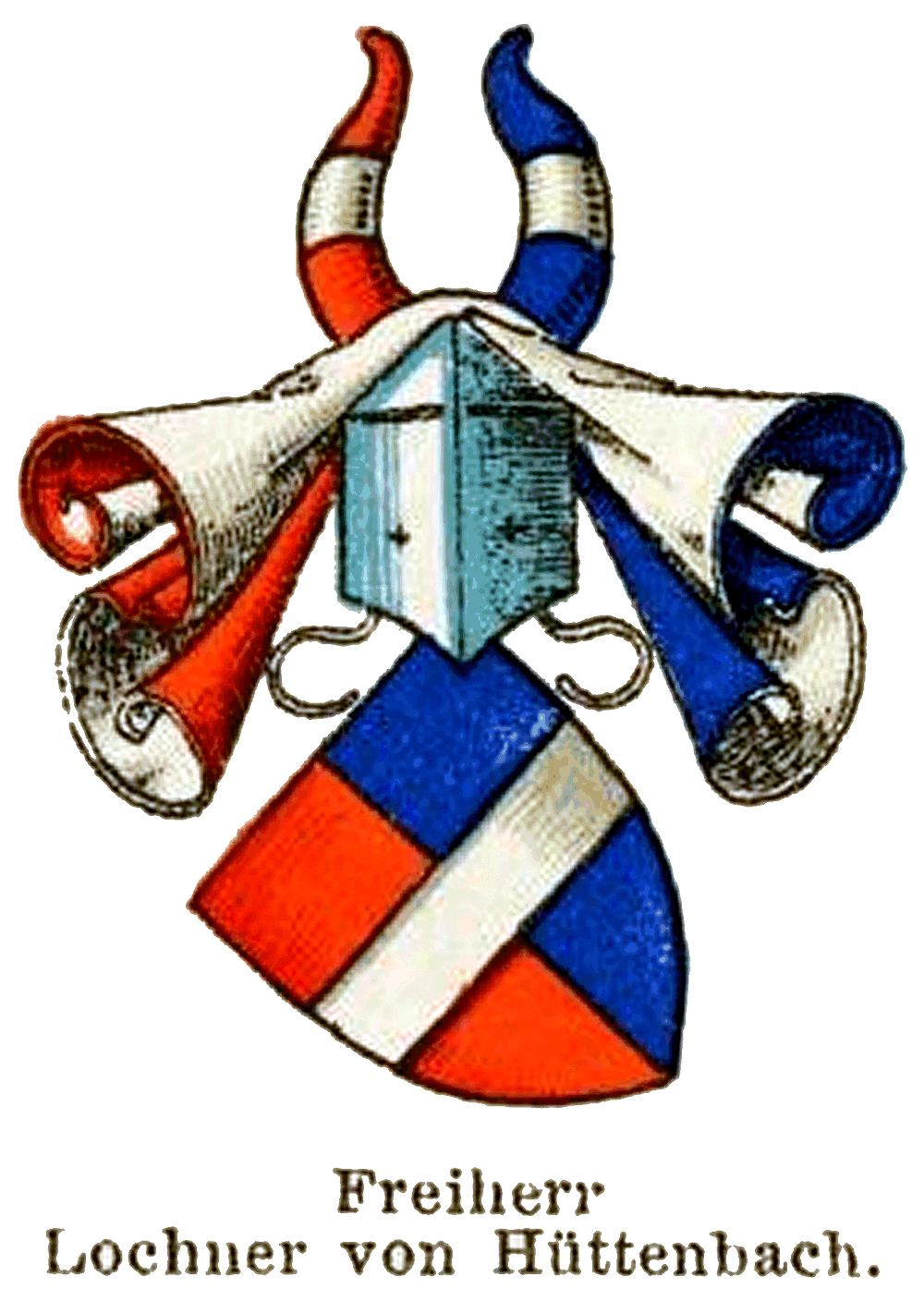
Stammwappen der Lochner von Hüttenbach

Die Familie der Lochner, hauptsächlich bekannt als Lochner von Hüttenbach, ist ein fränkisches Adelsgeschlecht. Als Ministerialen dienten sie ihren verschiedenen Lehensherrn der Oberschicht (heutige blühende Hauptlinie: LVH – Lochner von Hüttenbach – Eintragung als Adelsgeschlecht in die bayerische Freiherrnklasse am 6. September 1814). Sie waren im fränkischen Ritterkanton Gebürg immatrikuliert.
Wahrscheinlich um 1300 bildeten die Lochner die beiden Hauptstränge innerhalb des Gesamtgeschlechts aus, wobei die Spiegelung der Wappenfarben beschlossen worden ist: blau/rot gespalten mit weißem Querbalken = „blaue Linien“, rot/blau gespalten mit weißem Querbalken = „rote Linien“ (vom Betrachter aus gesehen – nicht heraldisch). Zwischen 1300 und 1500 bildeten sich insgesamt neun Linien aus.
Die Franken eroberten das Reich der Thüringer 531; bis zum 9. Jahrhundert expandierten sie bis auf die Höhe des Fichtelgebirges ins Obermaingebiet, bzw. bis in die heutige Fränkische Schweiz (im Mittelalter „auf dem Gebirg“) unter der Federführung des edelfreien Geschlechts der Walpoten. Die fränkische Kaiserpfalz Forchheim, wo 911 der erste König des Ostfrankenreichs, Konrad I. (881 – 918) gewählt wurde, war ein reger Handelsplatz und Zollstation zwischen Franken und Slawen – von Karl dem Großen bereits eingerichtet; er hatte das Gebiet Francōniae orientālis (Ostfranken), d. h. die Flussgebiete von Main, Regnitz und Pegnitz bis zum Böhmerwald, in das Fränkische Reich eingegliedert.
Die Lochner hatten sich am oberen Lauf des Flusses Wiesent niedergelassen (Loch bei Hollfeld liegt direkt an der B22 zwischen Bamberg und Bayreuth). Auf dem Plateau des Hohen Knock über der Ortschaft ergibt sich ein weiter Blick über das Tal, wo sie eine Burg errichteten, was um die Zeit der Fränkischen Landnahme dem Typus der Turmhügelburg – auch Motte – entsprach. Zwischen Neidenstein und Weiher bei Hollfeld zieht sich der sogenannte Lochnergrund. Die Erstnennung eines Lochners in Franken datiert von 1274 A.D.: Hermann I. Lochner war der letzte Zeuge in einer Reihe von Milites (Ritter) bei einer Schenkung der Grafen von Truhendingen. Um 1290 lebten Boppo und seine Frau Jutta in Drossenfeld bei Kulmbach in unmittelbarer Nähe zur Plassenburg, dem späteren Machtzentrum der Zollern in Franken – sein Bruder könnte Arnold Lochner um 1306 gewesen sein, der Besitz an das Kloster Langheim verkauft hatte (Grablege mehrerer Dynastengeschlechter).

## Geschichte der einzelnen Lochner-Linien

### Lochner von Königstein/Oberpfalz – LVK
1183 - ~1400
Spätestens zu Beginn des 12. Jahrhunderts spaltete sich eine Lochner-Linie ab. In der Oberpfalz (vorher: bairischer Nordgau) begründeten sie einen weiteren Ort namens Loch bei Markt Königstein. Als Grund ist die Integrierung der eroberten Gebiete in das Frankenreich durch loyale Familien denkbar. Die Erstnennung dieser Linie: 1183 A.D.
Ihre Lehensherrn waren die Grafen von Sulzbach, die Reichsministerialen von Königstein-Breitenstein (bis 1243) und deren Erben, die Schenken von Reicheneck (bis 1411). In das o.g. Lochner-Wappen nahmen sie zwei Rosen in verwechselten Farben – blau und rot – in den weißen Querbalken auf (= „blaue Linien“ – die heraldische Rose stammte aus dem Wappen der Reichsministerialen von Königstein – eine damals übliche Praxis laut dem Heraldiker Eugen Schöler). Sie gehen, wie mit ihnen verwandte Geschlechter aus der „familia“ der Schenken von Reicheneck, im Bürgertum der Stadt Nürnberg auf um 1370.

### Lochner von Eger und Egerland – LVEL

#### ~1243 - ~1628

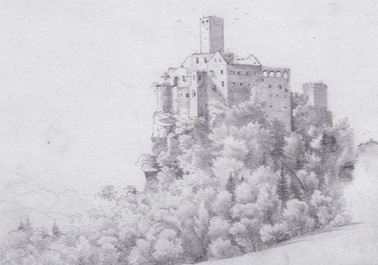
Burgruine Liebenfels um 1844, Stammsitz der Lochner von Liebenfels, in Kärnten/Österreich

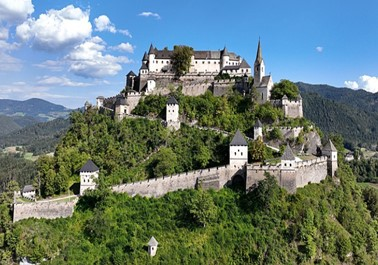
Burg Hochosterwitz/Österreich der Lochner von Liebenfels

Abstammung: wahrscheinlich Lochner von Königstein, Oberpfalz – als Folge der Neuorientierung nach dem Aussterben deren Lehensherrn, der Reichsministerialen von Königstein um 1250, Abwanderung dieser Linie in die Reichsstadt Eger (heute Cheb in Tschechien). Ahnherr: Peter Lochner um 1400, Fleischermeister – Zunftwappen von 1440: 2 gekreuzte Beile.
Wappen: Variante des fränkischen Lochner-Stammwappens – als Zusätze: Haken mit jeweils einem Ring in den roten Feldern. Da der Bügelhelm mit einer Turnier-Medaille ausgezeichnet ist, kann die Zugehörigkeit zum Rittergeschlecht der Franken, bzw. deren oberpfälzische Linie, angenommen werden.
Laut dem ehemaligen Archivar der Stadt Eger waren die Lochner in Eger und Egerland ein „altes landgesessenes und rathsherrliches Geschlecht“ (nicht zu verwechseln mit Lochner von Palitz, einer Seitenlinie der Lochner von Hüttenbach, die erstmals Anfang des 16. Jahrhunderts in Böhmen in Erscheinung treten und eine andere Wappen-Variante der Lochner führen). Diese Linie wurde als „altes Fleischergeschlecht der Stadt Eger“ bezeichnet. Im 15. Jahrhundert sind mehrere Mitglieder der Lochner sogenannte „Gemeinherren“, d. h. Mitglieder des Äußeren Rates. Über die Lochner finden sich 23 Faszikeln im Egerer Stadtarchiv.

### Blaue Linien

#### Lochner von Ebermannstadt im Amt Neideck – LVE

##### 1274 / ~1332 - ~1600
Nachweis von vier „Untervögten“ (bzw. bis 1348 „Unterrichter“), die den Amtmännern des Zehntamts Neideck in der Fränkischen Schweiz zuarbeiteten (des Öfteren aus dem Haus der Edelfreien/Freiherrn von Aufseß zu Wüstenstein). Sie urteilten vor allem in Fällen von sogenannten Freveln, d. h. sie waren eine Art Verwaltungsbeamter und Richter in einer Person. Leitname: Heinrich. Lehensherrn bis 1348: Edelfreie von Schlüsselberg, danach Bischof von Bamberg, Herren von Streitberg und Förtsch von Thurnau.
Ihr Wappen – ohne Zusätze – war von blau und rot gespalten mit weißem Querbalken.
Amtssitz war Ebermannstadt (heute Landkreis Forchheim): „… (so) bildeten die nur zeitweise hier wohnenden Amtmänner, Vögte und Untervögte, darunter das Adelsgeschlecht der Lochner, die gesellschaftliche Spitze der Stadt“.
Zehnt-Amt Neideck: Streitberg mit Dorf und Mühle, Oberfellendorf, Niederfellendorf, Störnhof, Albertshof, Engelhardsberg, Muggendorf, Bösen-Neudorf (heute: Neudorf im Wiesenttal), Draisendorf, Hetzelsdorf, Gasseldorf.

### Lochner als Untervögte des Amtes Neideck
- 1. Unterrichter: Ulrich I. Lochner, 1332[18]
- 2. Untervogt: Heinrich III. Lochner, 1384 – 1417[19]
- 3. Untervogt: Ulrich II. Lochner, ~1433 – 1435[20]
- 4. Untervogt: Heinrich IV. Lochner, ~1471 – 1487[21]

Nach dem Tod des Untervogtes Heinrich III. Lochner von Ebermannstadt im Amt Neideck, der keine männlichen Nachkommen hatte, erbten sämtliche Mitglieder der verwandten Lochner-Linien um 1438 seinen Besitz in Pretzfeld. Heinrich IV. Lochner (? – 1487), dessen Ehefrau Petrissa (von Streitberg?), die Jahresrechnung 1489 noch an den Bamberger Domherrn, Graf Georg von Löwenstein, bezahlte, (ihm waren Burg und Amt Neideck bis dahin vom Bamberger Bischof verpfändet worden), hatten zwei Söhne, Hans VI. (starb kinderlos), und Konrad VIII. Lochner (heiratete bürgerlich). Bis 1617 hatte diese Lochner-Linie Lehen der Herren von Streitberg inne (Zehnt zu Bösen-Neudorf), ließen sich in Oberfellendorf nieder, bzw. erbten Besitz in Loch (als Lehen der Förtsch von Thurnau) und Modschiedel (Gemeindeteil von Weismain, Landkreis Lichtenfels). Als bürgerlicher Zweig 1939 ausgestorben.

### Lochner von Waischenfeld – LVW

#### ~1400 - 1555
Abstammung: Lochner von Ebermannstadt („blaue Linien“). Lochner’sches Burggut in Waischenfeld: „hinter dem Kastenhof auf der Stadtmauer von Waischenfeld“ (zum Schutz der nördlichen Stadtmauer – nicht auf der Burg Waischenfeld!).
Lehensherr: Bischof von Bamberg. Nach 1450: Übernahme des Wappens der Lochner von Hüttenbach („rote Linien“).

### Lochner als Kastner von Waischenfeld
- 1. Kastner von Waischenfeld: wahrscheinlich Hans III. Lochner von Ebermannstadt, ~1410[29]
- 2. Kastner von Waischenfeld: Rupprecht Lochner von Waischenfeld, ~1420 - 1450[30]
- 3. Kastner von Waischenfeld: Heinrich V. Lochner von Waischenfeld, 1464 - ~1505[31]
- 4. Kastner von Waischenfeld: Leupold Lochner von Waischenfeld, 1506[32]
- 5. Kastner von Waischenfeld: Philipp Lochner von Waischenfeld, 1506 - 1518[33] und Amtmann von Waischenfeld: 1523 - 1538

(Kastenamt: Amt, das die Einnahmen und Ausgaben eines Amtsbezirks verwaltet. Der Name leitet sich vom Getreidekasten her, in dem die Naturallieferungen aufbewahrt wurden.)

### Lochner von Liebenfels in Kärnten/Österreich – LVL

#### ~1440 – 1570
Abstammung: Lochner von Ebermannstadt und Lochner von Waischenfeld („blaue Linien“). Beim Tod des Amtmanns von Waischenfeld 1538, Philipp Lochner, zeigte sich in der entsprechenden Urkunde bezüglich Erbschaftsangelegenheiten die Verwandtschaft der Lochner von Liebenfels von den Lochnern von Waischenfeld. Ahnherr: Konrad (V). Lochner von Waischenfeld(-Liebenfels), der um 1463 Vitzdom (Statthalter) des Bamberger Bischofs auf dessen Besitzungen in Kärnten (u. a. Stadt Villach) war. Danach, ab Mitte des 15. Jahrhunderts, Söldnerführer im Kampf gegen die Türken im Dienst Kaiser Friedrichs III. (Haus Habsburg). Nach 1450: Übernahme des Wappens der Lochner von Hüttenbach („rote Linien“).
Durch seine Tochter Margarethe Lochner von Liebenfels, die mit Hans II. Ungnad von Weissenwolff vermählt war, sind beide im Stammbaum vieler regierender und ehemaliger Königshäuser Europas zu finden, beispielsweise bei König Charles III. von England, oder, Georg Friedrich Prinz von Preußen. Margarethe Lochner war von 1524 bis 1531 Obersthofmeisterin der Königin Maria von Ungarn und Böhmen, der Schwester Kaiser Karls V. und Enkelin des „letzten Ritters und Vaters der Landsknechte“ Kaiser Maximilian I. (Haus Habsburg). Ihre Töchter heirateten in höchste Kreise.
Ihr Sohn Hans Ungnad von Weissenwolff, Freiherr von Sonnegg (19. November 1493 – 27. Dezember 1564) war „...als mit der Verteidigung gegen die Türken befasster Landeshauptmann der Steiermark (1530 – 1554) und Förderer der Reformation, einer der einflussreichsten Adeligen der Habsburgermonarchie“ und in Briefwechsel mit vielen protestantischen Fürsten des Reiches, vor allem seit 1541 mit Landgraf Philipp I. von Hessen. Zudem begründete er 1561 bis 1565 in Urach (Baden-Württemberg) die Druckanstalt für Reformationsschriften für slawische Sprachen als Wegbereiter der Reformation in Südosteuropa; insbesondere in Kroatien und Slowenien wird deshalb bis heute in Latein geschrieben, nicht kyrillisch: „...eine kulturelle Pioniertat“.
Mit Konrads Enkel Leonhard Lochner (~1500 – 21. Januar 1570), der vier Töchter hatte, dem um 1520 die Burg Hochosterwitz verliehen wurde, und der bei der Belagerung Wiens durch die Osmanen an der Spitze von „anderen Edlen Kärntens“ vom 27.9. bis 14. Oktober 1529 die Stadt erfolgreich verteidigt hatte, starb diese bedeutende Linie aus.

### Rote Linien

#### Lochner von Nürnberg – LVN

##### ~1400 – ~1600
Abstammung: Lochner von Drossenfeld bis Anfang 15. Jahrhundert – Seitenlinie der Lochner von Hüttenbach und Lochner von Palitz, Böhmen („rote Linien“). Ehrbares Geschlecht der Reichsstadt Nürnberg. Sie werden als „Großbürgerfamilie mit Reichslehenbesitz“ beschrieben. Ahnherr: Eberhard Lochner von Drossenfeld 1406 in den Standbüchern Nürnbergs.
Wappen: Dr. med. Johann II. Lochner von Nürnberg (? - 19. April 1491) ließ sich eine neue Variante des Lochner-Wappens verleihen unter Verwendung von „zwei Kugeln (Löchern)“ im nun goldenen Querbalken.
Der Stadtarzt Dr. med. Johann II. Lochner von Nürnberg, der sich eine neue Variante des Lochner-Wappens verleihen ließ, war Leibarzt von Friedrich I. von Brandenburg (Haus Hohenzollern) und von Kurfürst Friedrich II. von Sachsen (Haus Wettin). Er heiratete Clara Pirckheimer aus einer der angesehensten Patrizierfamilien Nürnbergs. Willibald Pirckheimer ist ihr „Urgroßonkel“ gewesen. Sein Sohn Dr. jur. utr. Johann III. Lochner von Nürnberg (? – 19. September 1484) war am Hof des Papstes als „il doctorissimo“ bekannt und Ratgeber Kaiser Friedrichs III., Markgraf Albrechts von Brandenburg und Herzog Sigismunds von Tirol. Er war Gesandter des Papstes in Angelegenheiten der Reichsstadt Nürnberg und des Bistums Bamberg. Zeit seines Lebens war er – trotz aller Standesunterschiede – mit Markgräfin Barbara von Brandenburg (Haus Hohenzollern), verheiratete Gonzaga von Mantua in Italien, befreundet.

„‚het wir sein oft nit gehabt, wir mussten vor langer zeit tod sein, das er uns mit der hilf gotes noch pißher gefristet hat‘. In der Tat war der Mediziner Dr. Johann Lochner – Leibarzt der Hohenzollern und Nürnberger Stadtarzt – eine weithin renommierte Autorität. Barbara Gonzaga übernahm die Formulierungen ihrer Mutter in einem eigenen italienischen Empfehlungsschreiben, das an mehrere hohe Mitglieder der Kurie (in Rom) gerichtet war, und fügte hinzu, sie fühle sich allen Angehörigen der Familie Lochner verpflichtet, die stets große Anhänglichkeit gegenüber dem Haus Hohenzollern bewiesen hätten.“

Sein Bruder Michael II. Lochner von Nürnberg (? – 27. August 1505) kontrollierte als reicher Handelsherr den Seeweg zwischen Venedig und Nürnberg. Er gehörte zum Freundeskreis von Albrecht Dürer. Seiner einzigen Tochter, Catharina Lochner von Nürnberg (? – 12. April 1527) schenkte er zur Hochzeit am 7. Juli 1495 einen der ersten Becher aus Murano-Glas (heute im größten Glasmuseum weltweit: Corning Museum of Glass in Corning, U.S.-Bundesstaat New York). Ihr Gemahl war Michael IV. Behaim, Bürgermeister, Ratsherr und Patrizier der freien Reichsstadt Nürnberg und der jüngere Bruder von Martin Behaim. Als Astronom und Kartograph fertigte er 1491 bis 1493 den ersten Globus der Welt, genannt „Behaim‘scher Erdapfel“ (heute UNESCO-Weltkulturerbe im Germanischen Nationalmuseum, Nürnberg).
Die Lochner von Nürnberg gaben als Stifter kunsthistorisch wichtige Gemälde in Auftrag, die heute im Museum für Franken in Würzburg („Auferstehung Christi“) und in der Compton Verney Art Gallery, Warwickshire (England), hängen. Letzteres Kunstwerk, von Michael II. Lochner von Nürnberg in Auftrag gegeben („Anbetung“ - "Christ taking leave of his mother"), das Hanns Schäufelein zugeschrieben wird, einem Schüler aus dem Umfeld von Albrecht Dürer von 1506: „...es repräsentiert eine neue Ästhetik zu Beginn der Renaissance im Norden Europas, denn, was Florenz für Italien, ist um 1500 Nürnberg für die deutschen Lande“
Werner II. Lochner von Nürnberg stellte von 1461 bis 1494 den Abt des Benediktinerklosters St. Johann in Michelfeld (heute Stadtteil von Auerbach in der Oberpfalz). Er trat in mehreren Urkunden auf, die aufzeigen, dass er in Lehen investierte, die Eisenhämmer betrieben. Da die Oberpfalz vor dem 30jährigen Krieg als „Ruhrgebiet des Mittelalters“ galt, war dies sicherlich eine wichtige Einnahmequelle des Klosters.
Nähere Verwandtschaft dieser adeligen Lochner-Linie sind mit bedeutenden Patrizierfamilien verschwägert und sind in der Tradition von Dr. med. Johann II. Lochner als Ärzte tätig: Dr. med. Johann IV. Lochner von Nürnberg (1475 – 1525), der 1509 ebenfalls Stadtarzt von Nürnberg und in zweiter Ehe mit der, aus einem bedeutenden Patriziergeschlecht stammenden, Kunigunde Holzschuher von Harrlach, verheiratet war. Sie setzte als Nachfolgerin ihrer Verwandten, Catharina Lochner von Nürnberg (Behaim), die 1527 verstarb, deren Aufgabe als Pflegerin des Findelhauses, also für verwaiste Kinder, im Auftrag der Reichsstadt Nürnberg, fort.
Die Söhne traten wiederum in die Fußstapfen des Vaters: Dr. med. Johann V. Lochner von Nürnberg (~1515 - 1533) vermählte sich mit Ursula Imhoff 1533. Der zweite Bruder, Dr. med. Jobst Lochner von Nürnberg (1519 – 1584) hatte seine Angetraute, Helena Imhoff, die wie ihre Schwägerin aus berühmtem Nürnberger Patriziat kam, deren Handelsgesellschaft in ganz Europa Handel betrieb. Als Arzt hat er von 1563 bis 1584 die wichtige Aufgabe eines Pflegers des sogenannten „Siechkobel“ (Betreuung von Leprakranken) zu St. Johannis in Nürnberg inne. Parallel dazu, ab 1577 bis zu seinem Tode im Jahre 1584, ist er zuständig für das Stadtalmosenamt. Die Schwester der beiden Ärzte, Kunigunde Lochner von Nürnberg (~1517 – 1571) versprachen die Eltern einem weiteren Patrizier Nürnbergs, Christoph I. Harsdörffer von Enderndorf (1505 – 1578). Die Tochter Susanna (1549 – 1621) nahm später Hans Oelhafen von Schöllenbach zum Mann und der Sohn, Paulus V. Harsdörffer, hatte erfolgreich Karriere in der alten Reichsstadt gemacht, wie z.B. „Vorderster Losunger“ von 1610 bis 1613 (das höchste öffentliche Amt, d.h. er hatte die Kontrolle über die städtischen Finanzen) oder Bürgermeister. Nach aktuellem Kenntnisstand erlischt diese Linie der Lochner von Nürnberg damit um 1600.

#### Lochner von Nankendorf – LVD

##### ~1400 – 1690
Abstammung: enge Verwandtschaft mit den Lochner von Drossenfeld, den Vorfahren der Lochner von Palitz, Böhmen, einer Seitenlinie der Lochner von Hüttenbach („rote Linien“). Lehensherrn: Bischof von Bamberg. Ahnherr: Hans II. Lochner von Nankendorf (bei Waischenfeld) um 1400. Hermann II. Lochner von Drossenfeld hatte 1399 den ½ Zehnt in Nankendorf „am Schmierbach“ – Thomas Lochner von Nankendorf (vielleicht sein Cousin?) hatte 1405 den ganzen Zehnt am Appenberg bei Waischenfeld inne. Wappen: „rote Linien“ – wie Lochner von Hüttenbach und Lochner von Palitz.
1455 gab Konrad VII. Lochner von Nankendorf dem Bamberger Bischof drei seiner Allodien (freies Eigen) zu Lehen auf und erhielt dafür Steuerfreiheit; sie lebten weiter auf ihrem einzigen freien Hof dort. Im Amt Waischenfeld muss in einer Auflistung für den Bischof von Bamberg über seinen Nachfahren speziell konstatiert werden: 1554 „Contz Lochner ist frei“ (= Konrad IX. Lochner von Nankendorf lebte auf dem letzten freien Hof seiner Linie), d. h. diese Linie ging wahrscheinlich in der Bürgerschaft oder im Bauerntum auf. Spätestens nach dem 30jährigen Krieg starben sie aus (1692 sind keinerlei Eigengüter mehr in Nankendorf genannt).

#### Lochner von Palitz, Böhmen – LVP

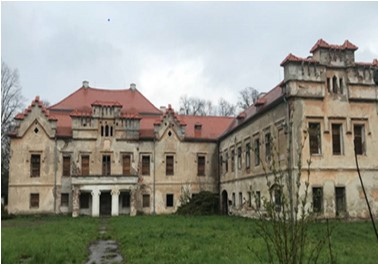
Schloss Verusicky (Klein-Werscheditz) im Karlsbader Kreis, heute Tschechien – in Besitz der Lochner von Palitz

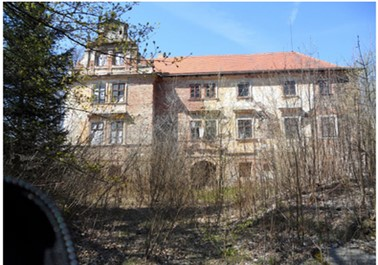
Schloss Luck (Luka) bei Karlsbad, Tschechien – Besitz der Lochner von Palitz

##### 1274 / ~1445 - ~1700
Abstammung: Lochner von Drossenfeld bis ~1445 – Seitenlinie der Lochner von Hüttenbach („rote Linien“). Lehensherrn der Drossenfelder Lochner: Markgrafen von Ansbach-Bayreuth (auf der Plassenburg ob Kulmbach – Haus Hohenzollern) und Burggrafen von Nürnberg (Haus Hohenzollern). Lehensherrn der Palitzer Lochner: Pfalzgrafen bei Rhein (Haus Wittelsbach) bis 1620. Ahnherren: Albrecht Lochner und sein Sohn Hermann III. Lochner von Drossenfeld (bereits um 1445 in Eger in einem Schuldbrief genannt). Sein Sohn, Georg II. Lochner von Drossenfeld, hatte seine Angetraute aus dem vogtländischen Adelsgeschlecht der Herren von der Planitz und muss um 1477 nach Böhmen (Rittergut Palitz im Bezirk Eger) ausgewandert sein. Da im katholischen Böhmen der Habsburger nach 1627 alle Dokumente der protestantischen, adeligen Landstände Böhmens vernichtet worden sind, ist die Klärung deren Schicksals schwer nachzuzeichnen gewesen.
Wappen: („rote Linien“) von rot und blau gespalten, belegt mit einem weißen (silbernen) Querbalken.
Georg II. Lochners Sohn, Fritz II. (1486 – 1530), hatte Palitz seit 1498 in Besitz und kaufte 1509 Schönficht (Smrkovec) im Kaiserwald dazu, war um 1512 Hauptmann des Klosters Waldsassen und ab 1514 Pfleger zu Waldershof bei Tirschenreuth. Sein älterer Sohn Johann Friedrich I. (1527 – 1559) hatte Palitz geerbt, während sein anderer Sohn Wolf Adam (? – 1585) Schönficht bekam. Die Nachkommen des ersten Sohnes, insbesondere der aufstrebende Georg Florian Lochner von Palitz wurde Landrichter und Kreishauptmann von Elbogen an der Elbe (Loket) und erreichte die Aufnahme in den böhmischen Adel (Inkolat von 1615). Durch seine Frau Brigitte Hoffmann von Münchhof gelangte er nach Chodau (Chodov), das, wie Loket, im Bezirk Karlsbad (Karlovy Vary) in Tschechien liegt.
Der 30jährige Krieg, in Böhmen durch den Zweiten Prager Fenstersturz 1618 ausgelöst, und der Sieg der kaiserlichen Truppen in der Schlacht am Weißen Berg 1620, brachte für die protestantischen Adeligen Böhmens erhebliche Einschnitte – so auch bei den Lochnern von Palitz. Nach dem Rekatholisierungspatent des Kaisers von 1627 mussten sie entweder zum Katholizismus konvertieren, oder, das Land verlassen. Darüber hinaus wollte Kaiser Ferdinand II. ein Exempel statuieren und hatte die „Rädelsführer“, d.h. die adeligen Führer der Protestanten, grausam im sogenannten „Prager Blutgericht“ vom 21. Juni 1621 exekutieren lassen.
Wolf Christoph Lochner von Palitz, ebenfalls Landrichter von Loket, wie sein o. g. Vater, emigrierte daraufhin zwischen 1620 und 1628 wahrscheinlich nach Pirna in Sachsen, wohin die meisten Exulanten geflohen waren. Seine Güter Münchhof und Imligkau entgingen der Konfiskation, da er nach Böhmen zurückkehrte und sich am 9.6.1628 rekatholisieren ließ (auf Druck seiner Familie), wodurch es vorerst lediglich zu einer Geldstrafe kam.
Seine entfernte Verwandte Sabina Gfeller von Sachsengrün, deren Ehemann Johann Georg Adam Lochner von Palitz, vermutlich kurz nach der Schlacht am Weißen Berg verstarb, und die auf Schönficht (Smrkovec) lebten, entschloss sich ihre Güter Teschau und Bernetzreith 1625 für 10.000 fl. an Johann Reinhard von Metternich zu veräußern, dem Neffen des damaligen Bischofs und Kurfürsten von Trier. Danach entschied sie sich zur Emigration nach Sachsen.
„Der Sachseneinfall“: 1631 marschierte Generalfeldmarschall Hans-Georg von Arnim mit seinen Truppen in Böhmen ein, auf der Suche nach Winterquartieren, was zu einem Hoffnungsschimmer für die emigrierten Protestanten in Sachsen werden sollte. Wolf Christoph Lochner von Palitz unterstützte sofort die Sachsen, während Sabina Lochner von Palitz, sich kurzzeitig ihr angestammtes Gut in Teschau wieder angeeignet hatte; dies stellte sich im Nachhinein als schwerer Trugschluss heraus (das Rittergut Palitz war bereits 1622 verkauft worden von Wolf Christoph Lochner, da sein Onkel Kaspar Bernhard keine Nachkommen hatte). Dieser „Sachseneinfall“ blieb eine kurze Episode von insgesamt 166 Tagen, so dass die katholischen Truppen unter Wallenstein die Sachsen wieder aus dem Land drängten. Jetzt konfiszierte der Kaiser in Böhmen schlussendlich sämtliche Besitzungen der adeligen Protestanten, verschenkte oder verkaufte sie günstigst an seine katholischen Günstlinge. Es existieren Hinweise, dass viele ihren Besitz – trotz Rekatholisierung – teuer „zurück erwerben“ mussten.
Wolf Christophs Sohn, Hans Heinrich Lochner von Palitz, war offiziell von 1620 bis zu dessen Tod im Jahre 1650, Besitzer der beiden Güter Luck (Luka) und Klein-Werscheditz (Verušičky), zusammen mit seiner Ehefrau Anna Barbara, verwitwete Pröllhofer von Purkersdorf, eine geborene von Steinbach. Das kam nicht von ungefähr, denn deren Bruder, Jaroslaw Freiherr von Steinbach, hatte 1633 – auf Bitten seiner Schwester – rechtzeitig diese Güter aus der beschlagnahmten Konfiskationsmasse ihres Schwiegervaters, Wolf Christoph Lochner von Palitz (starb kurz danach: 1635), erstehen können (die Herrschaften Luck und Klein-Werscheditz kamen auf dem Erbwege an Wolf Christophs Ehefrau, Anna Katharina von Steinsdorf, ebenso verwitwete Pröllhofer von Purkersdorf, die sie 1615 mit in die Ehe gebracht hatte). Schließlich heiratete seine Enkelin Anna Barbara – als Erbtochter – in das böhmisch-österreichische Hochadelsgeschlecht der Grafen von Kolowrat-Liebsteinsky ein.
Sabina Gfeller von Sachsengrün, verwitwete Lochner, begab sich stattdessen ein zweites Mal ins lutherische Kurfürstentum Sachsen, wie die meisten ihrer zahlreichen Glaubensgenossen, was Böhmens Population massiv verringerte; der Kurfürst von Sachsen, Johann Georg I., baute sogar Städte für diese Migranten, wie z. B. Johanngeorgenstadt 1654, Neusalza 1670 und Ernstthal 1680. Dort hatte sie sich nochmals vermählt – ihr zweiter Ehemann war der ehemals auf Katzengrün (Kaceřov – 11 km südwestlich von Falkenau/Sokolov) beheimatet gewesene Wolf Heinrich Ritschl von Hartenbach senior. Um 1651, drei Jahre nach Beendigung des 30jährigen Krieges, war sie allerdings erneut Witwe und lebte – 70-jährig – verarmt dort auf einem Hof, der von gewöhnlichen Untertanenpflichten befreit war, mit ihren Kindern.
Die Schwester von Wolf Christoph, Elisabeth Lochner von Palitz (1588 – 1658), emigrierte zusammen mit ihrem Mann Nikolaus Wolf Johann Ratiborsky von Sechzebus (1578 – 1631) ins Markgrafentum Bayreuth, was der Heimat ihrer lochnerischen Ahnen entsprach. Dort erwarben sie das Rittergut Unterkotzau bei Hof, wo ihr Mann bereits kurz nach der Ankunft 1631 verschied.
Wahrscheinlich mit Hilfe ihres Onkels mütterlicherseits, Jareslaw Hoffmann von Münchhof, der 1638 – ganz in der Nähe – bald Konradsreuth sein Eigen nannte, zog sie sechs Kinder groß, mit all den schrecklichen Erfahrungen, die sie bis zum Ende des 30jährigen Krieges 1648 auszustehen hatte. Elisabeth war passionierte „Hochzeitsplanerin“ und pflegte das Konnubium innerhalb der Familie, bzw. schaffte es, dass die einzige Tochter ihres Vetters, Rochus Lochner von Hüttenbach im Nürnberger Land, einem ihrer Söhne angetraut wurde. Ihre Cousine Susanna Barbara Hoffmann von Münchhof, verheiratete Steger von Ladendorf (ebenfalls protestantische Flüchtlinge aus Österreich), gab ihre Tochter Eva Susanna an einen weiteren Sohn von Elisabeth.
Ein Ratiborsky von Sechzebus namens Georg Christoph kam in einem Nachruf 1794 zu besonderen Ehren:

„[…] Unter den vorigen Oberamtleuten zeichnet sich ein gewisser Ratiborsky von Sechzebus aus, welcher vor ohngefehr etlichen und 60 Jahren das Schloss Streitberg noch bewohnte. Er übertraf an Entschlossenheit und Tapferkeit alle seine Vorfahren und verteidigte die von den Grenznachbarn mit Ungebühr angefochtene Gerechtsame seines Landesherrn (des protestantischen Markgrafen von Bayreuth) bei jeder Gelegenheit mit solchem Eifer, dass sie nicht selten mit blutigen Köpfen zurückgewiesen wurden.“

Der letzte männliche Nachkomme seines Geschlechts, Adam Lochner von Palitz, wahrscheinlich der Sohn von Johann Friedrich II. Lochner auf Dallwitz (Vorort von Karlsbad/Karlovy Vary), heiratete 1662 Maria Magdalena Lochner von Hüttenbach auf Winterstein – die Schwester, Justina Katharina, nahm Hans Jakob Portner von Theuern zum Manne. Man lebte auf Schloss Pettendorf (heute Stadt Neunburg vorm Wald in der Oberpfalz). Um 1700 sterben sowohl die Lochner von Palitz in Böhmen und der Oberpfalz aus, als auch das alte Vladykengeschlecht der Ratiborsky von Sechzebus, in Franken.

#### Lochner von Hüttenbach – LVH

##### 1274 / 1528 bis heute
Abstammung: Lochner von Weiher bei Hollfeld in der Fränkischen Schweiz bis ~1500 („rote Linien“) – ab 1528 Kauf des Ritterguts Hüttenbach im Nürnberger Land, seit 1536 nennen sie sich bis heute „Lochner von Hüttenbach“ – bayerischer Adelsstand als Freiherrn seit 6. September 1814. Ahnherr: Pankraz Lochner von Hüttenbach (1477 – 26.7.1546). Lehensherrn der Lochner von Weiher: Markgrafen von Ansbach-Bayreuth (Haus Hohenzollern), Bischof von Bamberg, Herren von Giech. Lehensherrn der Hüttenbacher Lochner: Markgrafen von Ansbach-Bayreuth (Haus Hohenzollern), Pfalzgrafen bei Rhein - Kurpfalz (Haus Wittelsbach), Bischof von Bamberg.
Wappen: („rote Linien“) von rot und blau gespalten, belegt mit einem weißen (silbernen) Querbalken.

##### 1400 - ~1670

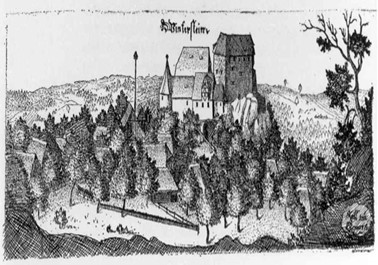
Burg Winterstein im Nürnberger Land, Radierung um 1650

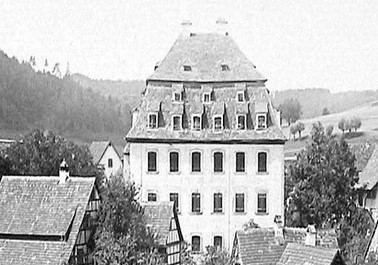
Schloss Hüttenbach – Foto von 1894 durch G. von Volckamer (Ausschnitt)

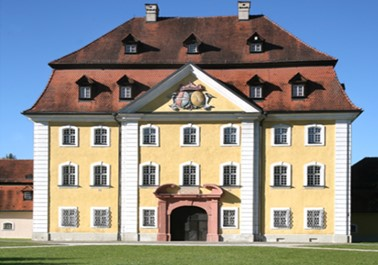
Schloss Theuern in der Oberpfalz – erbaut von den Freiherrn Lochner von Hüttenbach – Foto von Wolfgang Steinbacher (Industrie- und Bergbaumuseum Ostbayern)

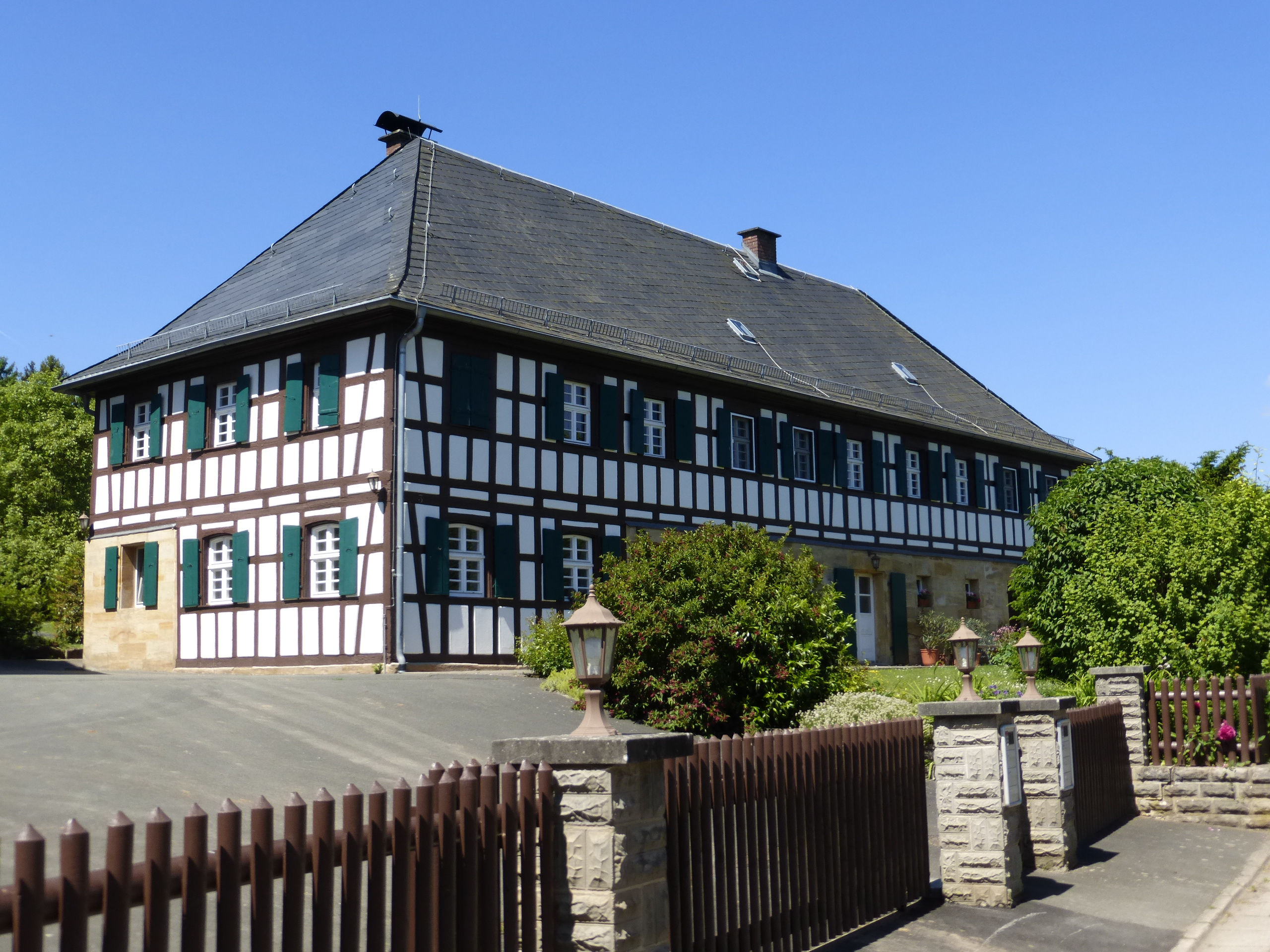
Rittergut Lindenberg bei Kasendorf

Der erste gesicherte Ahne dieser Linie hieß Werner I. Lochner von Weiher (~1350 - 1405) in Hollfeld; er hatte zwei Söhne, zum einen Konrad II. und Hans IV. Lochner. Letzterer war zwischen 1419 und 1433 am markgräflichen Gericht in Kulmbach als Richter tätig – und in der Riege der Erben 1438, als Heinrich III. Lochner von Ebermannstadt ohne Kinder starb, was aufzeigt, dass sämtliche Linien der Lochner im Spätmittelalter miteinander in Kontakt standen. Dessen Sohn Konrad III. Lochner von Weiher hatte aus zweiter Ehe den ersehnten Stammhalter Pankraz Lochner. Da Pankraz seinen Vater Konrad schon als Kind verlor, wurde ihm ein Oheim (Vormund) zur Seite gestellt, der für ihn zum Ersatzvater avancierte: Heinrich V. Lochner von Waischenfeld, Kastner, und der Bruder des Söldnerführers Konrad V. von Waischenfeld-Liebenfels.
Als Pankraz Lochner (1477 – 1546) im Bauernkrieg die Rädelsführer in Hollfeld hinrichten sollte, und die Vergütung seitens des Bamberger Bischofs für sein Schloss in Weiher bei Hollfeld überschaubar blieb, entschloss er sich – obendrein inzwischen Protestant geworden – zum Verkauf seiner Güter in der Fränkischen Schweiz. Er kaufte zunächst Burg Winterstein 1519 und danach das größere Rittergut Hüttenbach bei Simmelsdorf im Nürnberger Land, und heiratete ein zweites Mal 1528, Anna Stiebar von Buttenheim auf Rabeneck. Er verstarb 1546, als seine Söhne Georg Gabriel (1536 – 1578) und Andreas (? – 1585) sehr jung waren, und sie kamen unter die Obhut von Daniel Stiebar von Buttenheim auf Rabeneck, seinem Schwager. Er war Domherr zu Würzburg und stand mit den damals berühmtesten Zeitgenossen in Kontakt, u.a. Philipp Melanchthon, der Arzt Paracelsus, oder, Dr. Faustus aus Goethes gleichnamigem Stück. Durch Joachim Camerarius der Ältere (1500 – 1574), dem in Bamberg geborenen deutschen Humanisten, Philologen, Universalgelehrten und Dichter, gewann Onkel Stiebar dessen Freund Petrus Lotichius Secundus (1528–1560), der bedeutendste Lyriker seiner Zeit, zudem Professor der Medizin, als Lehrer für seinen Neffen Georg Gabriel Lochner von Hüttenbach. 1562 ging er den Bund der Ehe mit Sybilla Jud von Bruckberg ein. Sein Bruder Andreas Lochner hatte keine männlichen Nachkommen, weswegen die Kinder von Georg Gabriel Winterstein geerbt hatten.
Sein Ältester, Hans Georg (1563 – 1606), legte fest, dass sein Bruder Wolf Pankraz (1573 – 1639) einen finanziellen Ausgleich dafür erhalten solle, da Hüttenbach größer als Winterstein sei. Als der 30jährige Krieg ausgebrochen war (1618 – 1648), wusste Hans Georgs hinterlassener Sohn Rochus (1602 – 1675) nicht, wie er die immens hohen Schulden begleichen sollte. Nicht nur Kriegseinquartierungen seitens des Kurfürsten von Bayern erschwerten ihm das Leben, der dessen Untertanen katholisch sehen wollte, seine beiden eigenen Cousinen auf Burg Winterstein und deren Ehemänner (siehe Lochner von Palitz), versuchten alles, um an den „Ausgleich“ zu kommen. Erst nach dem verheerenden Krieg einigte man sich am 24. März 1664 auf 18.735 Gulden rheinisch. Rochus betonte in seinem Testament 1669, er sei „dem Portner nichts schuldig geblieben“, stattdessen habe „...er sechs Jahre lang mit Frau und Kindern durch Städte vagabundieren müssen und fast alles verloren zu Schande und Spott seines alten Geschlechts!“.
Georg Friedrich (1627 – 1661), der ältere Sohn von Rochus Lochner, hatte in die Oberpfalz geheiratet und war konvertiert, trat darauf in kurbayerische Dienste, wo er einer grassierenden Seuche im Vormarsch gegen die Türken 1661 erlag. Sein Bruder Liborius Georg Sebastian (1639 – 1683) wurde mit der Tochter von Hans Wilhelm von Aufseß, dem Onkel seines Vaters, getraut, die viel Besitz mit in die Ehe brachte: Anna Maria von Aufseß. Sie übernahm, ganz gegen die Gewohnheiten jener Zeit, die Vormundschaft nach dem frühen Tod des Vaters, für ihre Söhne Christoph Heinrich (1661 – 1743) und Christoph Ludwig (1677 – 1760).

##### 1670 – heute
Christoph Heinrich Lochner von Hüttenbach bekam das Rittergut Hüttenbach seiner Vorfahren verliehen – er kaufte 1727 für 28.000 Gulden das Schloss Theuern bei Amberg (heute Industrie- und Bergbaumuseum Ostbayern), um seinen beiden Söhnen aus der dritten Ehe ein standesgemäßes Leben zu ermöglichen. Carl Dietrich (1722 – 1770), der jüngere Bruder, ließ 1766 die ehemalige Wasserburg in Hüttenbach aufwändig renovieren, was ihn fast ruinierte und hatte seinen Bruder Joseph Christian (1714 – 1789), da kinderlos, in die Erbfolge eingesetzt. Die Lochner von Hüttenbach kehrten im Barock zum Katholizismus zurück. Er ließ ab 1780 das heutige stattliche Schloss Theuern mit 64 Fenstern für seinen Sohn als Edelsitz im französischen Stil neu errichten, was für den Hofmarksherrn, und dessen fronpflichtige Bauern, zu einer hohen Belastung wurde. Der so reich begüterte Sohn, Friedrich Ferdinand Lochner von Hüttenbach (1747 – 1804) war bald kränklich, und übergab seine Besitzungen an seinen einzigen Sohn Franz Ludwig (1780 – 1809), der eine pompöse Hochzeit mit Antoinette von Verger 1806 in Theuern feierte. Franz Ludwig starb im Alter von nur 29 Jahren, sein Sohn wenige Tage nach ihm. Die junge Witwe ließ 1810 einen Obelisk im Chor der Pfarrkirche zu Theuern setzen: zum „Andenken gewidmet an Gatte und Kind“. Theuern erbten nun seine drei Schwestern.
Schloss und Gut Lintach dagegen ging an Christian Adam Lochner von Hüttenbach (1789 – 1825) auf Kaibitz (heute Stadt Kemnath in der Oberpfalz), und dieser vermachte die Hofmark innerhalb seiner Familie. Er war ein Enkel des jüngeren Liborius-Sohnes Christoph Ludwig Lochner. Dieser hatte Riegelstein 1714, und das Rittergut Lindenberg bei Kasendorf (Landkreis Kulmbach) 1730, erworben, worauf Nachkommen seines Cousins Adam Friedrich (1771 – 1825) lebten, so dass dessen Sohn, Adam Joseph (1800 – 1869), nun die Hofmark gleich an seinen Ältesten, Georg Friedrich, vergeben hatte; dessen drei Söhne veräußerten das „Untere Schloss“ in Lintach.
Adam Josephs Bruder, Christian Philipp (1808 – 1883), residierte derweil auf Hüttenbach. Mit seinem kinderlosen Sohn, Oberst Josef Simon Lochner von Hüttenbach (1857 – 1914), starb die direkte Linie auf Hüttenbach aus – 1906 hatte er den Besitz seiner Ahnen, der 378 Jahre den Lochnern gehört hatte, verkaufen müssen. 1934 erwarb der Verein „Schloß Hüttenbach e.V. 1920“ das Schloss.
Die Lochner von Hüttenbach blühten weiter, denn Adam Joseph hatte wiederum drei Söhne, wovon die beiden heute noch existierenden Linien abstammen. Der Zweig in Nordrhein-Westfalen wird weitergeführt in weiblicher Linie – deren Ahnherr, Maximilian Freiherr Lochner von Hüttenbach (1859 – 1942), vermählte sich mit Caroline van der Renne (1862 – 1944). Sie lebten hauptsächlich in Lindau am Bodensee und Elten (heute Stadt Emmerich am Rhein) – auf niederländischer Seite hatte seine Frau das Landgut "de Byvank" im Gelderland an der deutschen Grenze mit in die Ehe gebracht.
Die heutige Hauptlinie, die in Süddeutschland beheimatet ist, stammt von Adam Josephs jüngstem Sohn, Christian Philipp (1833 – 1916), ab. Sein Schwager, Johann Carl Heußlein von Eußenheim (1838 – 1870), zog sich nach einem Parforce-Ritt im deutsch-französischen Krieg eine Lungenentzündung zu, wodurch das Geschlecht seiner Ehefrau im Mannesstamm erlosch. In der Folge beantragten Christian Philipp Lochner von Hüttenbach und seine Frau Adelheid Heußlein von Eusenheim (1837 – 1907) die Wappen- und Namensvereinigung ihrer Adelsgeschlechter, was am 19. Januar 1871 durch König Ludwig II. von Bayern (Haus Wittelsbach) persönlich ausgestellt wurde, d.h. nur die Nachkommen dieser Linie heißen „Lochner von Hüttenbach genannt Heußlein von Eusenheim“. 1872 ging Christian Lochner von Hüttenbach in Pension und bewohnte das Heußlein’sche Schloss mit seiner Familie in Bad Kissingen. Sein Sohn, Karl Josef Lochner von Hüttenbach (1868 – 1927) war als praktischer Arzt und Badearzt tätig, wo er illustre Badegäste begrüßte, wie z.B. mehrmals Reichskanzler Otto von Bismarck. Sein Enkel – der heutige Seniorchef – Baron Eberhard von Lochner junior (* 1943), wie sein gleichnamiger Vater (1910 – 1994), haben eine große Affinität zur Literatur. Beruflich als Studiendirektor in Pension gegangen, haben sowohl sein Sohn Hans Christian (* 1970), Oberst der Bundeswehr, und seine Tochter, Dr. Elisabeth von Lochner (* 1975), katholische Theologin, Nachkommen im 21. Jahrhundert.

## Wappen

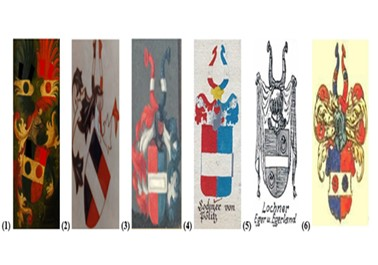
(1) Lochner von Nürnberg (2) Lochner von Ebermannstadt (3) Lochner von Hüttenbach (4) Lochner von Palitz/Böhmen (5) Lochner von Eger (6) Lochner von Königstein/Oberpfalz

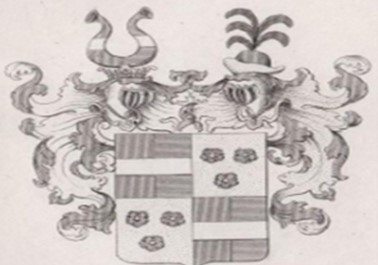
Allianzwappen der Freiherrn Lochner von Hüttenbach mit Heußlein von Eusenheim

Wappen der Gemeinde Simmelsdorf

Das Lochner-Wappen ist von rot und blau gespalten (oder umgekehrt), belegt mit einem weißen (silbernen) Querbalken. Einige Wappen-Varianten sind mit Zusätzen belegt (siehe Bild rechts – Varianten der einzelnen Lochner-Linien). Dr. Bernhard Peter geht aufgrund der Ähnlichkeiten der Wappen von einer Stammesverwandtschaft der Lochner mit den Groß von Trockau und den Pfersfeldern aus.

## Persönlichkeiten
- Margarethe Lochner von Liebenfels (~1475 – <1538), Obersthofmeisterin der Königin Maria von Ungarn und Böhmen (1524 – 1531)
- Konrad (V). Lochner von Liebenfels (? – 1483), um 1463 Statthalter der Besitzungen des Bischofs von Bamberg, danach Söldnerführer gegen die Türken im Dienst von Kaiser Friedrich III. (Haus Habsburg); er findet sich als Ritter eines fränkischen Niederadelsgeschlechts im Stammbaum zahlreicher europäischer Königshäuser
- Konrad (Kurt) Lochner (~1510 – 1567), berühmtester Plattner (Harnischschmied) der Nürnberger Schule, dessen Rüstungen in Museen weltweit zu finden sind (z.B. The Metropolitan Museum of Art, New York, U.S.A.)
- Fritz Lochner von Hüttenbach (* 1930), Sprachwissenschaftler und Hochschullehrer
- Maximilian Freiherr Lochner von Hüttenbach (1859–1942), Land- und Forstwirt und Ehrenbürger der Gemeinde Elten
- Oskar Freiherr Lochner von Hüttenbach (1868–1920), Schriftsteller und Lokalhistoriker